# Wendie Renard
Wendie Thérèse Renard (født 20. juli 1990) er en fransk is fodboldspiller, der spiller for og er anfører for både Division 1 Féminine klubben Olympique Lyon og Frankrigs landshold. Hun spiller centralt som forsvarer.

## Karriere

### Klub
Før hun flyttede til den eurpæiske del af Frankrig, spillede Renard for Essor-Préchotain på hendes hjemmeø, Martinique. Hun blev en del af Lyon i 2006 og siden 2007–08 sæsonen har hun været en af de faste, der starter på holdet, der vandt fem titler på rad fra 2006–2011 og Challenge de France i 2008. I 2010 spillede Renard med i finalen i UEFA Women's Champions League og i 2010–11 udgaven, hjalp hun Lyon med at vinde turneringen. Hun scorede åbningsmålet i en 2–0 sejr over Turbine Potsdam i finalen.

### International karriere
Renard har spillet for Frankrigs ungdomslandshold på U19 og U20. Hun fik debut på Frankrigs A-landshold ved Cyprus Cup 2011 i en kamp mod Schweiz. Renard har siden da repræsenteret Frankrig to gange ved VM i fodbold og to gange ved de Olympiske lege, og har været landsholdets anfører siden september 2013.

#### Internationale mål
| 1                         | 20. november 2011  | Stade Pierre-Aliker, Fort-de-France, Martinique  | Mexico    | 5–0 | 5–0  | Venskabskamp                                    |
| 2                         | 1. marts 2012      | GSZ Stadium, Larnaca, Cypern                     | Finland   | 1–2 | 1–2  | Cyprus Cup 2012                                 |
| 3                         | 31. marts 2012     | Stade Jules Deschaseaux, Le Havre, Frankrig      | Skotland  | 2–0 | 2–0  | Kvalifikation til EM i fodbold 2013             |
| 4                         | 19. juli 2012      | Stade Sébastien Charléty, Paris, Frankrig        | Japan     | 2–0 | 2–0  | Venskabskamp                                    |
| 5                         | 28. juli 2012      | Hampden Park, Glasgow, Skotland                  | Nordkorea | 4–0 | 5–0  | Sommer-OL 2012                                  |
| 6                         | 3. august 2012     | Hampden Park, Glasgow, Skotland                  | Sverige   | 1–2 | 1–2  | Sommer-OL 2012                                  |
| 7                         | 15. juli 2013      | Idrottsparken, Norrköping, Sverige               | Spanien   | 0–1 | 0–1  | EM 2013                                         |
| 8                         | 19. juli 2013      | Linköping Arena, Linköping, Sverige              | England   | 3–0 | 3–0  | EM 2013                                         |
| 9                         | 20. september 2013 | Stade Robert Bobin, Bondoufle, Frankrig          | Tjekkiet  | 1–0 | 2–0  | Venskabskamp                                    |
| 10                        | 25. oktober 2013   | Stade Pierre Brisson, Beauvais, Frankrig         | Polen     | 2–0 | 6–0  | Venskabskamp                                    |
| 11                        | 31. oktober 2013   | Sonnensee Stadion, Ritzing, Østrig               | Østrig    | 1–3 | 1–3  | Kvalifikation til VM i fodbold                  |
| 12                        | 23. november 2013  | Lovech Stadium, Lovech, Bulgarien                | Bulgarien | 0–5 | 0–10 | Kvalifikation til VM i fodbold 2015             |
| 13                        | 23. november 2013  | Lovech Stadium, Lovech, Bulgarien                | Bulgarien | 0–6 | 0–10 | Kvalifikation til VM i fodbold 2015             |
| 14                        | 27. november 2013  | MMArena, Le Mans, Frankrig                       | Bulgarien | 6–0 | 14–0 | Kvalifikation til VM i fodbold for kvinder 2015 |
| 15                        | 27. november 2013  | MMArena, Le Mans, Frankrig                       | Bulgarien | 8–0 | 14–0 | Kvalifikation til VM i fodbold for kvinder 2015 |
| 16                        | 10. marts 2014     | GSP Stadium, Nicosia, Cypern                     | Holland   | 0–3 | 0–3  | Cyprus Cup 2014                                 |
| 17                        | 19. september 2015 | Stade Océane, Le Havre, Frankrig                 | Brasilien | 1-0 | 2-1  | Venskabskamp                                    |
| 18                        | 16. juli 2016      | Stade Sébastien Charléty, Paris, Frankrig        | Kina      | 2-0 | 3-0  | Venskabskamp                                    |
| 19                        | 1. marts 2017      | Talen Energy Stadium, Chester, Pennsylvania, USA | England   | 1-2 | 1-2  | SheBelieves Cup 2017                            |
| Korrekt pr. 1. marts 2017 |                    |                                                  |           |     |      |                                                 |